# Separacja spinowo-ładunkowa
Separacja spinowo-ładunkowa w fizyce materii skondensowanej to  anomalne zachowanie elektronów powodujące w pewnych specjalnych warunkach powstanie stanów elektronów rozpadających się na trzy stany kwazicząstkowe (spinony, holony i orbitony) o różnych prędkościach propagacji.
Ważną własnością separacji z której wynika jej nazwa jest fakt, że jedna z kwazicząstek (spinon) niesie spin elektronu, druga (holon) niesie ładunek elektronu, a trzecia (orbiton) przenosi parametry orbitalne elektronu.
Ze względu na to, że jest to silnie skorelowany stan wielu elektronów (do powstania takich kwazicząstek potrzeba wielu elektronów uwięzionych w dwóch wymiarach i silnie ze sobą oddziałujących) nie oznacza to faktycznego podziału elektronu na ładunek i spin (takiego zjawiska jak dotąd nigdy nie zaobserwowano) a jedynie manifestację silnie skorelowanych cząstek jako różne kwazicząstki.